# Mauno Saari

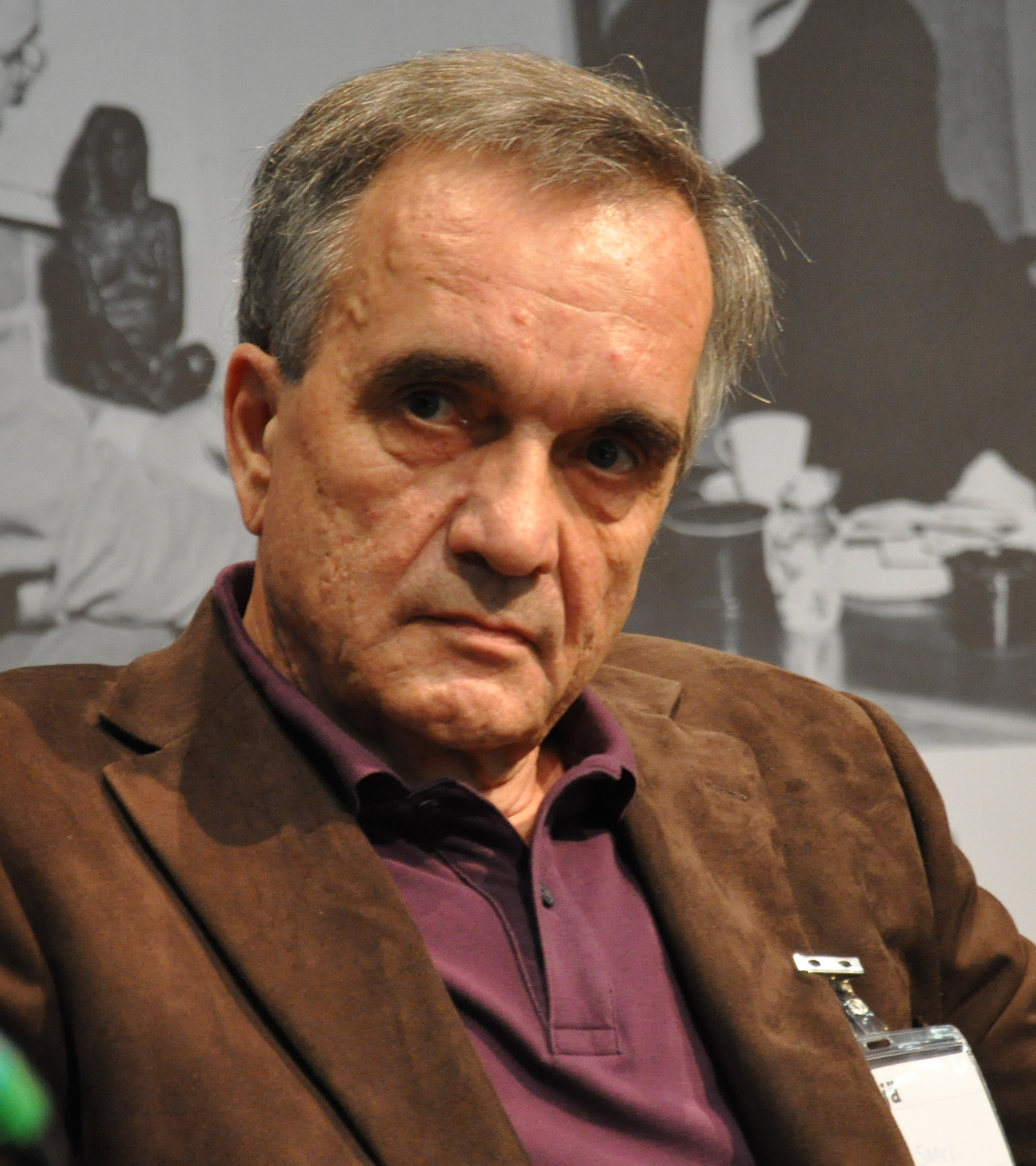
Mauno Saari.

Mauno Eljas Saari, född 16 juni 1947 i Torneå, är en finländsk journalist och författare. 
Saari var 1966–1972 anställd vid Helsingin Sanomat, 1974–1979 chefredaktör för Suomen Kuvalehti, 1983–1984 för Iltalehti och 1988–1991 för Uusi Suomi. Han har gjort intervjuer med kända finländare för televisionen och bland annat skrivit ett stort antal populärt hållna biografier om framträdande personer i affärs- och idrottslivet.